# Bibliothèque Raza
 (mars 2024).
Si vous disposez d'ouvrages ou d'articles de référence ou si vous connaissez des sites web de qualité traitant du thème abordé ici, merci de compléter l'article en donnant les références utiles à sa vérifiabilité et en les liant à la section « Notes et références ».
La bibliothèque Raza de Rampur (en hindi : रामपुर रज़ा पुस्तकालय (rāmpur razā pustakālay) ; en ourdou et en hindoustani :  رامپور رضا کتابخانه (rāmpur razā kitāb khāna) ou रामपुर रज़ा किताब खाना ; en anglais : Rampur Raza Library) est une bibliothèque princière établie au cours des dernières décennies du XVIIIe siècle, remarquable pour être dépositaire d'une part significative du patrimoine culturel indo-islamique. Située à Rampur, dans l'État de l'Uttar Pradesh au nord de l'Inde, elle a été fondée et enrichie successivement par les Nababs de Rampur. Désormais gérée par le gouvernement indien, celui-ci l'a rebaptisé en l'honneur du souverain Raza Ali Khan Bahadur. 
Elle contient une collection de manuscrits, de documents historiques, de spécimens de calligraphie arabo-persane, de peintures miniatures, d'instruments astronomiques (astrolabes, globes célestes, quadrants, etc.) et d'ouvrages illustrés en arabe et en persan. La bibliothèque Raza contient également des ouvrages manuscrits en sanskrit, hindi, ourdou, pachtoune (notamment le manuscrit original de la première traduction du Coran), en turc chaghataï et en turc ottoman, qui sont au nombre de 17 000 avec ceux en arabe et en persan. Environ 60 000 livres imprimés (y compris périodiques) dans diverses langues indiennes et étrangères sont aussi conservés. La collection de miniature s'élève à 5 000 exemplaires, de divers styles comme la miniature persane, moghole et deccanaise. 

## Histoire
Le Nawab Faizullah Khan, qui fonde la nababie de Rampur et la dirige de 1774 à 1794, crée la bibliothèque à partir de sa collection personnelle de manuscrits anciens et de spécimens miniatures de calligraphie islamique en 1774. Les Nababs qui lui succèdent maintiennent et enrichissent cette bibliothèque. Leur mécénat important d'érudits, de poètes, de peintres, de calligraphes et de musiciens, contribuera grandement au développement rapide de la bibliothèque. 
Le Nawab Muhammad Said Khan (1840-1855) créé dans l'administration de son État un département spécialement dédié à la bibliothèque. Son fils, le Nawab Yousuf Ali Khan Nazim (1855-1865), poète et disciple de Mirza Ghalib, fait construire un bâtiment propre pour la bibliothèque et y emploie des relieurs et des miniaturistes amenés du Cachemire et d'autres régions de l'Inde. Jusqu'alors, les fonds de la bibliothèque étaient stockés et gardés dans le toshakhana du palais, un trésor où se sont accumulés les livres précieux, manuscrits, peintures et objets d'art,. Après la Révolte des cipayes de 1857, de nombreuses collections de livres moghols furent détruites, emmenées en Grande-Bretagne ou dispersées. Ainsi dans le sous-continent indien, les collections entretenues par les États moins proéminents qui ont survécu aux moghols, acquièrent une valeur exceptionnelle. Succèdent à ces collections perdues, celles appartenant notamment aux Nababs ou Nizams de Rampur, de Aoude, d'Arcate, de Bhopal, d'Hyderabad et de Tonk. 
Le Nawab Kalb Ali Khan (1865-1887) se distingue pour son intérêt fort à la collection de manuscrits rares, de peintures et de spécimens de calligraphie islamique. C'était un érudit et un poète sous le règne duquel la bibliothèque connaît son apogée en termes d'acquisition de nouvelles œuvres, notamment de nombreux ouvrages perdus ou dispersés durant la Révolte des cipayes,. Une période de conflits qui conduisent à l'anéantissement de la nababie d'Aoude (Lucknow) et du reliquat de l'empire moghol à Delhi, durant laquelle les bibliothèques y sont pillées,. 

## Statut actuel
Après que l'État de Rampur ait rejoint l'Union indienne, en 1949, la bibliothèque fut contrôlée par la direction d'un trust créé le 6 août 1951 par Raza Ali Khan Bahadur. En 1957, la bibliothèque est déplacée au Hamid Manzil, un palais construit au début du XXe siècle sous le règne du Nawab Hamid Ali Khan (1889-1930), où il tenait sa cour. La gestion du trust s'est poursuivie jusqu'en juillet 1975, lorsque le Parlement indien a adopté la loi du parlement sur la bibliothèque Raza (Raza Library Act). 
Lorsque la bibliothèque a été reprise par le gouvernement central, le Nawab Syed Murtaza Ali Khan a été nommé vice-président à vie du conseil d'administration nouvellement créé en vertu du paragraphe 5 (1) de la loi.  À son décès, le 8 février 1982, le poste de vice-président est automatiquement supprimé. Aujourd'hui, la bibliothèque occupe la position d'une institution autonome d'importance nationale relevant du ministère indien de la Culture, et est entièrement financée par le gouvernement central.
La bibliothèque Raza est désignée « bibliothèque d'importance nationale » par le ministère de l'Éducation,. La bibliothèque est également un « Centre de conservation des manuscrits » (MCC) désigné dans le cadre de la Mission nationale pour les manuscrits créée en 2003.
En 2024, la bibliothèque célèbre ses 250 ans avec un cycle de conférences, de séminaires, de festival littéraire et l'organisation de cours annuel de manuscriptologie, de calligraphie et de langues. À cette occasion, la bibliothèque bénéficie d'une dotation de 72 millions de roupie indienne, avec laquelle sont prévus de nombreux projets d'aménagements et d'équipements. 